# Viktor Miasnikov
Viktor Miasnikov (Unión Soviética, 3 de septiembre de 1948) es un atleta soviético retirado especializado en la prueba de 60 m vallas, en la que consiguió ser campeón europeo en pista cubierta en 1976.

## Carrera deportiva
En el Campeonato Europeo de Atletismo en Pista Cubierta de 1976 ganó la medalla de oro en los 60 m vallas, con un tiempo de 7.78 segundos, por delante del británico Berwyn Price y del polaco Zbigniew Jankowski.
Al año siguiente, en el Campeonato Europeo de Atletismo en Pista Cubierta de 1977 ganó la medalla de plata en los 60 m vallas, con un tiempo de 7.79 segundos, tras el alemán Thomas Munkelt y por delante del finlandés Arto Bryggare.